# Teoría de sistemas en antropología

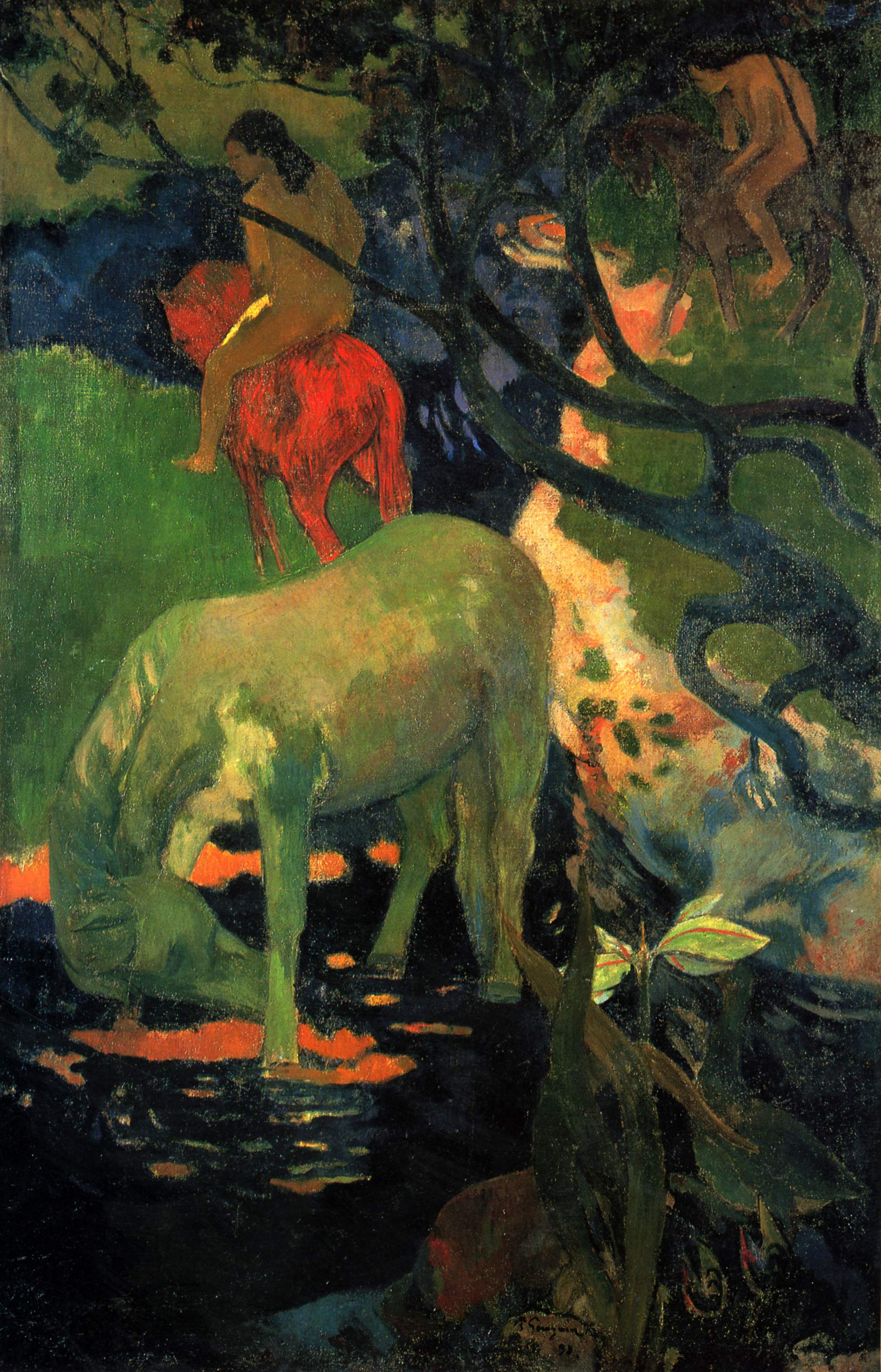
Paul Gauguin - El caballo blanco

La teoría de sistemas en antropología es un enfoque interdisciplinario, no representativo, no referencial y no cartesiano que reúne a las ciencias naturales y sociales para comprender la sociedad en su complejidad. La idea básica de una teoría de sistemas en las ciencias sociales es resolver el problema clásico de la dualidad; mente-cuerpo, sujeto-objeto, contenido-forma, significado-significante y estructura-agencia. La teoría de sistemas sugiere que, en lugar de crear categorías cerradas en binarios duales (sujeto-objeto), el sistema debe permanecer abierto para permitir el libre flujo de procesos e interacciones. De esta forma se disuelven los binarios duales.

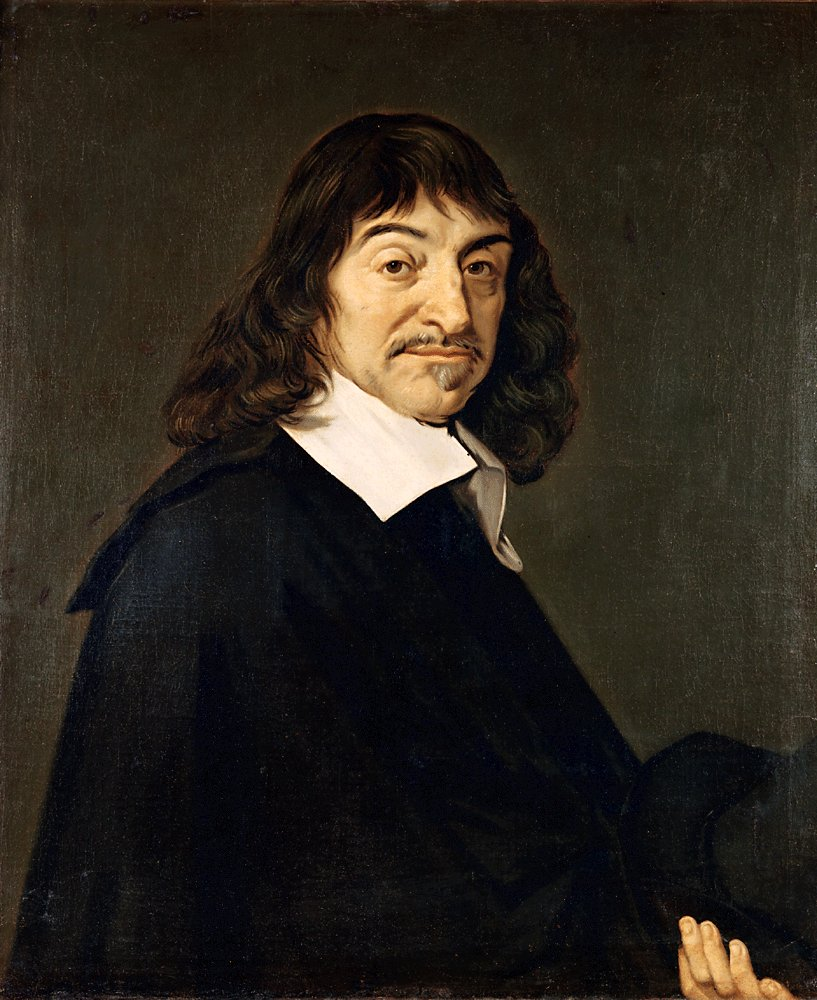
Frans Hals - Retrato de René Descartes

## Planteamiento
Los sistemas complejos en la naturaleza, por ejemplo, los ecosistemas, implican una interacción dinámica de muchas variables (por ejemplo, animales, plantas, insectos y bacterias; depredadores y presas; las estaciones y el clima, etc.) Estas interacciones pueden adaptarse a condiciones cambiantes, pero mantener un equilibrio entre las distintas partes y en su conjunto. Este equilibrio se mantiene a través de la homeostasis.
Las sociedades humanas son sistemas complejos, por así decirlo, ecosistemas humanos. Los humanos primitivos, como cazadores-recolectores, reconocían y trabajaban dentro de los parámetros de los sistemas complejos en la naturaleza y sus vidas estaban circunscritas por las realidades de la naturaleza. Pero solo en los últimos siglos surgió la necesidad de definir científicamente los sistemas complejos.

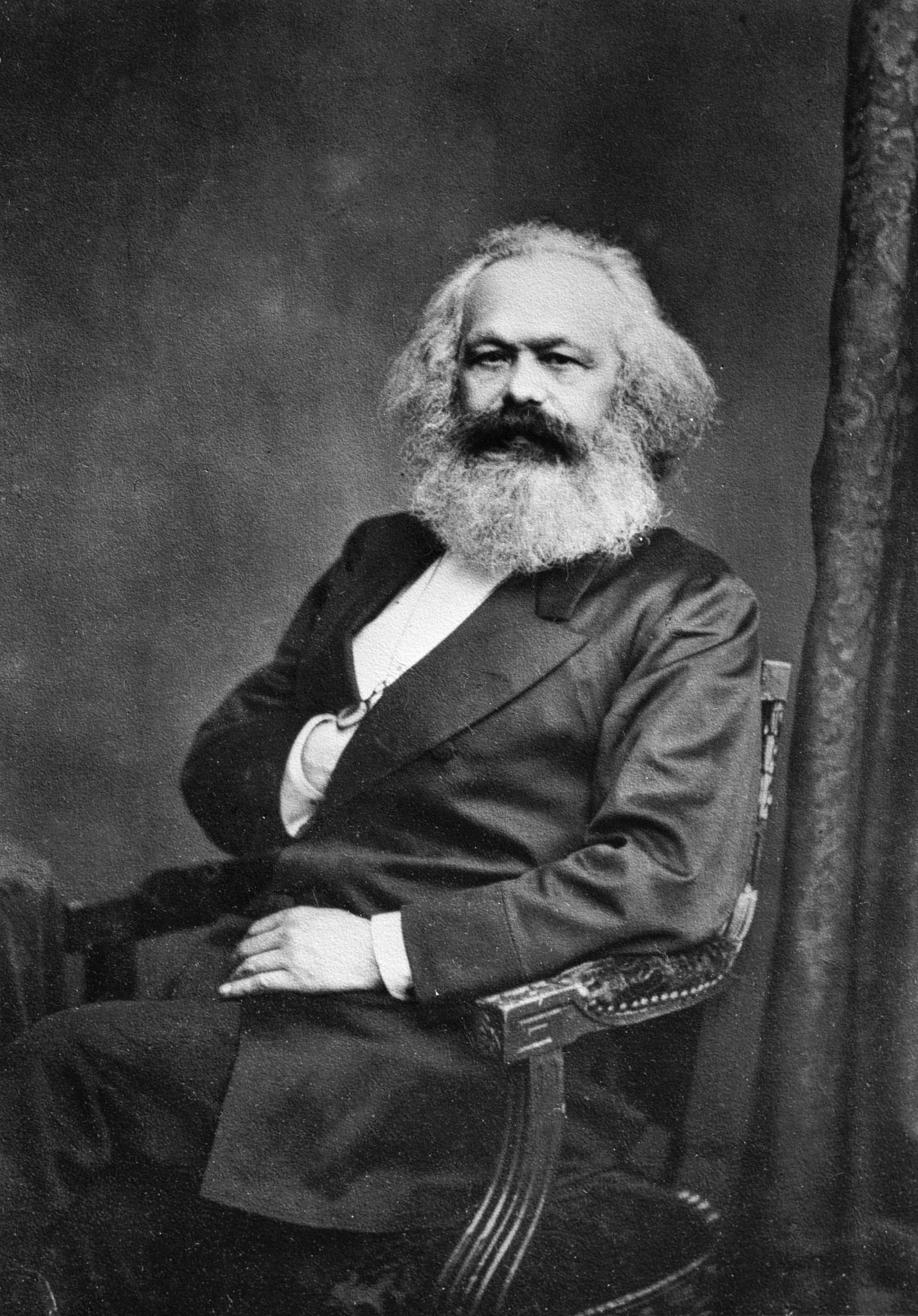
Karl Marx

Las teorías de sistemas complejos se desarrollaron por primera vez en matemáticas a fines del siglo XIX, luego en biología en la década de 1920 para explicar los ecosistemas, luego para tratar con la inteligencia artificial (cibernética), etc.
El antropólogo Gregory Bateson es el fundador más influyente y más antiguo de la teoría de sistemas en ciencias sociales. En la década de 1940, como resultado de las Conferencias Macy, reconoció de inmediato su aplicación a las sociedades humanas con sus muchas variables y el equilibrio flexible pero sostenible que mantienen. Bateson describe el sistema como "cualquier unidad que contenga una estructura de retroalimentación y, por lo tanto, competente para procesar información". Por lo tanto, un sistema abierto permite la interacción entre los diferentes conceptos y el ambiente real. En ciencias naturales, la teoría de sistemas ha sido un enfoque ampliamente utilizado. El biólogo austriaco, Karl Ludwig von Bertalanffy, desarrolló la idea de la teoría general de sistemas (GST). El GST es un enfoque multidisciplinario del análisis de sistemas.

## Principales conceptos en la teoría de sistemas.

### No representacional y no referencial.
Uno de los elementos centrales de la teoría de los sistemas es alejarse del sistema de representación para no representar las cosas. Lo que significa es que, en lugar de imponer conceptos mentales, que reducen la complejidad de una materialidad al limitar las variaciones o maleabilidad de los objetos, uno debe rastrear la red de cosas. Según Gregory Bateson, "ethos, eidos, sociología, economía, estructura cultural, estructura social, y todo el resto de estas palabras se refieren solo a las maneras en que los científicos ponen el rompecabezas". El rastreo, en lugar de proyectar imágenes mentales trae a la vista la realidad material que ha sido oscurecida bajo los conceptos universalizadores.

### No cartesiana
Desde la Ilustración europea, la filosofía occidental ha colocado al individuo, como una categoría indispensable, en el centro del universo. El famoso aforismo de René Descartes, "Pienso, por lo tanto, existo", demuestra que una persona es un sujeto racional cuya característica de pensamiento hace que el ser humano tenga existencia. El sujeto cartesiano, por lo tanto, es un individuo científico que impone conceptos mentales sobre las cosas para controlar la naturaleza o simplemente lo que existe fuera de su mente. Esta visión del universo centrada en el sujeto ha reducido la naturaleza compleja del universo. Uno de los mayores desafíos para la teoría de sistemas es, por lo tanto, desplazar o descentrar al sujeto cartesiano como centro de un universo y como ser racional. La idea es hacer que los seres humanos no sean una entidad suprema, sino situarlos como cualquier otro ser en el universo. Los humanos no están pensando en el sujeto cartesiano sino que habitan junto a la naturaleza. Esto devuelve al ser humano a su lugar original e introduce la naturaleza en la ecuación. La teoría de los sistemas, por lo tanto, fomenta un sujeto no unitario en oposición a un sujeto cartesiano.

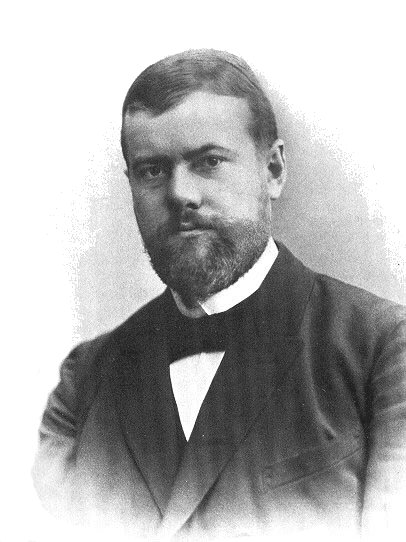
Max Weber 1894

### Complejidad
Una vez que el individuo cartesiano se haya disuelto, las ciencias sociales se alejarán de una visión del mundo centrada en el sujeto. El desafío es, entonces, cómo representar la realidad empírica sin reducir la complejidad de un sistema. En pocas palabras, en lugar de representar las cosas por nosotros, dejemos que las cosas hablen a través de nosotros. Estas preguntas llevaron a filósofos materialistas como Deleuze y Guattari a desarrollar una "ciencia" para comprender la realidad sin imponer nuestras proyecciones mentales. La forma que alientan es que, en lugar de lanzar ideas conceptuales, debemos hacer un seguimiento. El rastreo requiere que uno conecte ensamblajes o apéndices dispares no en un centro unificado sino en un rizoma o un sistema abierto.

### Sistema abierto y sistema cerrado
Ludwig Bertalanffy describe dos tipos de sistemas: sistema abierto y sistema cerrado. Los sistemas abiertos son sistemas que permiten interacciones entre sus elementos internos y el entorno. Un sistema abierto se define como un "sistema de intercambio de materia con su entorno, que presenta la importación y exportación, la construcción y el desglose de sus componentes materiales". Por ejemplo un organismo vivo. Los sistemas cerrados, por otro lado, se consideran aislados de su entorno. Por ejemplo, la termodinámica que se aplica a sistemas cerrados.

## Comprensión de la realidad social. Debates Marx-Weber

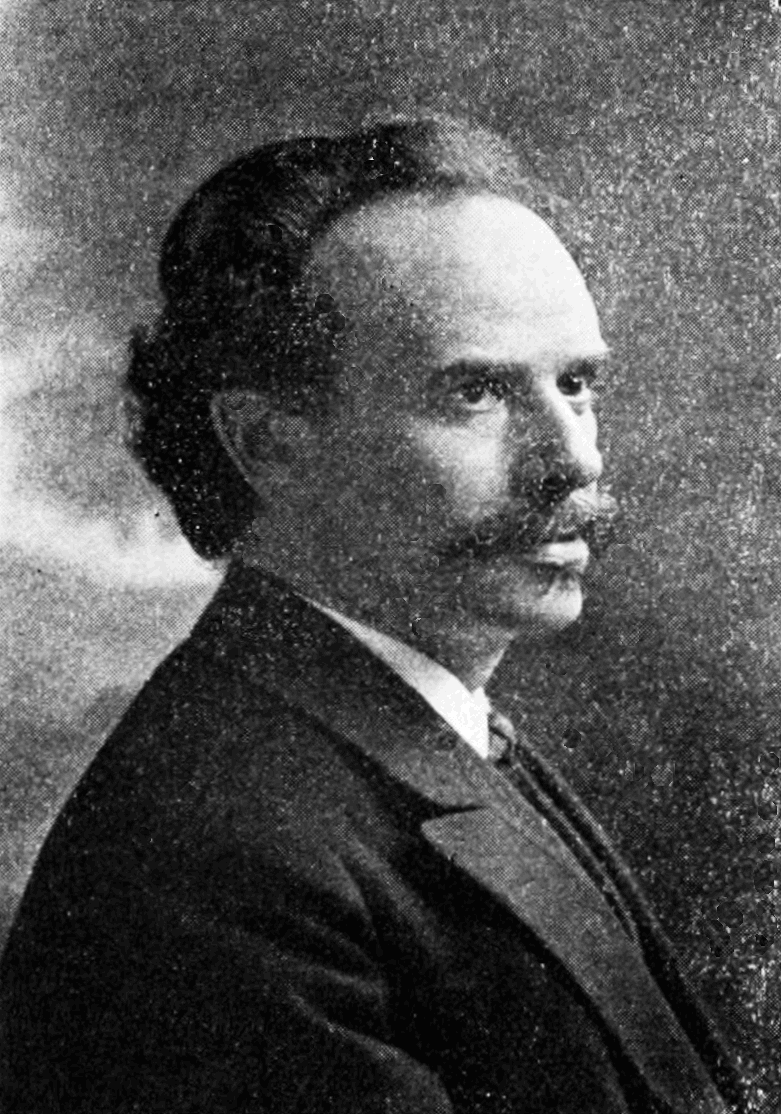
Franz Boas

Aunque el término 'teoría de sistemas' nunca se menciona en el trabajo de Karl Marx y Max Weber, la idea fundamental detrás de la teoría de sistemas penetra profundamente en su comprensión de la realidad social. Uno puede ver fácilmente los desafíos que Marx y Weber enfrentaron en su trabajo. Rompiendo con la filosofía especulativa hegeliana, Marx desarrolló una teoría social basada en el materialismo histórico, argumentando que no es la conciencia lo que determina el ser, sino que, de hecho, el ser social es lo que determina la conciencia. Más específicamente, es la actividad social, el trabajo de los seres humanos, lo que causa, moldea e informa el pensamiento humano. Basado en el trabajo, Marx desarrolla toda su teoría social que cuestiona específicamente el capitalismo burgués y reificado. El trabajo, el conflicto de clases, la mercancía, el valor, la plusvalía, la burguesía y el proletariado son conceptos centrales en la teoría social marxiana. En contraste con la "subjetividad pura y racional" cartesiana, Marx introdujo la actividad social como la fuerza que produce la racionalidad. Estaba interesado en encontrar leyes científicas universales sofisticadas, aunque contrarias a los enfoques mecanicistas positivistas que toman los hechos como dados y luego desarrollan una relación causal a partir de ellos.
Max Weber encontró útiles las ideas marxistas, pero sin embargo limitadas para explicar prácticas y actividades sociales complejas. A partir de la tradición hermenéutica, Weber introdujo múltiples racionalidades en el esquema moderno del pensamiento y utilizó un enfoque interpretativo para comprender el significado de un fenómeno situado en las redes significativas. Contrariamente a Marx, que buscaba las leyes universales de la sociedad, Weber intenta una comprensión interpretativa de la acción social para llegar a una "explicación causal de su curso y sus efectos". Las acciones sociales tienen significados subjetivos que deben entenderse en su contexto dado. El enfoque interpretativo de Weber para comprender el significado de una acción en relación con su entorno trazó un marco social contextualizado para el relativismo cultural.

Dado que existimos en redes significativas y el análisis objetivo nos separaría de una realidad concreta de la que todos formamos parte, Weber sugirió los tipos ideales; una construcción analítica y conceptual "formada por la acentuación de uno o más puntos de vista y por la síntesis de un gran número de fenómenos individuales concretos difusos, discretos, más o menos presentes y, en ocasiones, ausentes, que se organizan de acuerdo con esos aspectos unilaterales. Aunque son conceptos analíticos, sirven como puntos de referencia para interpretar el significado de las actividades heterogéneas y polimorfas de la sociedad. En otras palabras, los tipos ideales son realidad empírica simplificada y tipificada, pero no son realidad en sí mismos. La burocracia, la autoridad, la religión, etc. son todos tipos ideales, según Weber, y no existen en el mundo real. Ayudan a los científicos sociales a seleccionar elementos culturalmente significativos de un todo mayor que puedan contrastarse entre sí para demostrar su interrelación, patrones de formación y funciones sociales similares. Los tipos ideales seleccionados de Weber (burocracia, religión y capitalismo) son variables culturalmente significativas a través de las cuales demostró múltiples funcionalidades del comportamiento social.

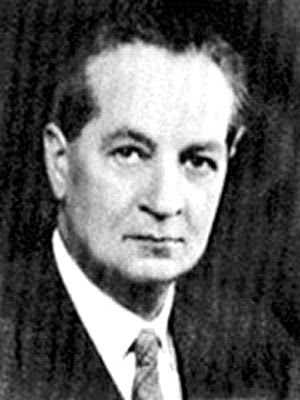
A. R. Radcliffe-Brown

De manera similar, Weber enfatiza que las leyes marxistas también son tipos ideales. El concepto de clase, economía, capitalismo, proletariado y burguesía, revolución y estado, junto con otros modelos marxianos, son herramientas heurísticas para comprender una sociedad en su contexto. Por lo tanto, según Weber, los tipos ideales marxistas podrían ser fructíferos solo si se utilizan para acceder a una sociedad determinada. Sin embargo, Weber advierte sobre la peligrosidad o la perniciosidad en relación con los tipos ideales marxistas cuando se los ve como una realidad empírica. La razón es que los practicantes marxistas han impuesto conceptos analíticos como categorías históricas y universales para reducir los procesos y actividades concretas de las acciones polimorfas a un fenómeno simplificado. Esto hace que los fenómenos sociales no solo sean ahistóricos, sino también desprovistos de rigor espacio-temporal, se descontextualicen y categoricen el caos y las rupturas bajo la etiqueta general de explotación burguesa. De hecho, la historia surgió como una metanarrativa de una lucha de clases, moviéndose en orden cronológico, y un futuro anticipado como un derrocamiento revolucionario de los aparatos estatales por parte de los trabajadores.
De manera similar, la clase como tipo ideal, proyectada a una sociedad, que es un conjunto de población, se vuelve peligrosa porque margina y socava los vínculos orgánicos de parentesco, idioma, raza y etnia. Esto no es un punto insignificante porque la sociedad no está compuesta por dos clases en conflicto, la burguesía y el proletariado, y no solo tiene conflictos a lo largo de líneas económicas. No existe en binarios duales, como suponen los idealistas marxistas. De hecho, es una realidad en la que personas de diversas denominaciones (antecedentes de clase, afiliaciones religiosas, parentesco y vínculos familiares, género, y diferencias étnicas y lingüísticas) no solo experimentan conflictos, sino que también practican la cooperación en la vida cotidiana. De este modo, cuando se insertan tipos ideales en este proceso dinámico concreto, se aplica violencia categórica a la multiplicidad de la población y, de manera similar, se reducen los sentimientos, las emociones, la posición social no económica, como lo describe Weber, al economismo.

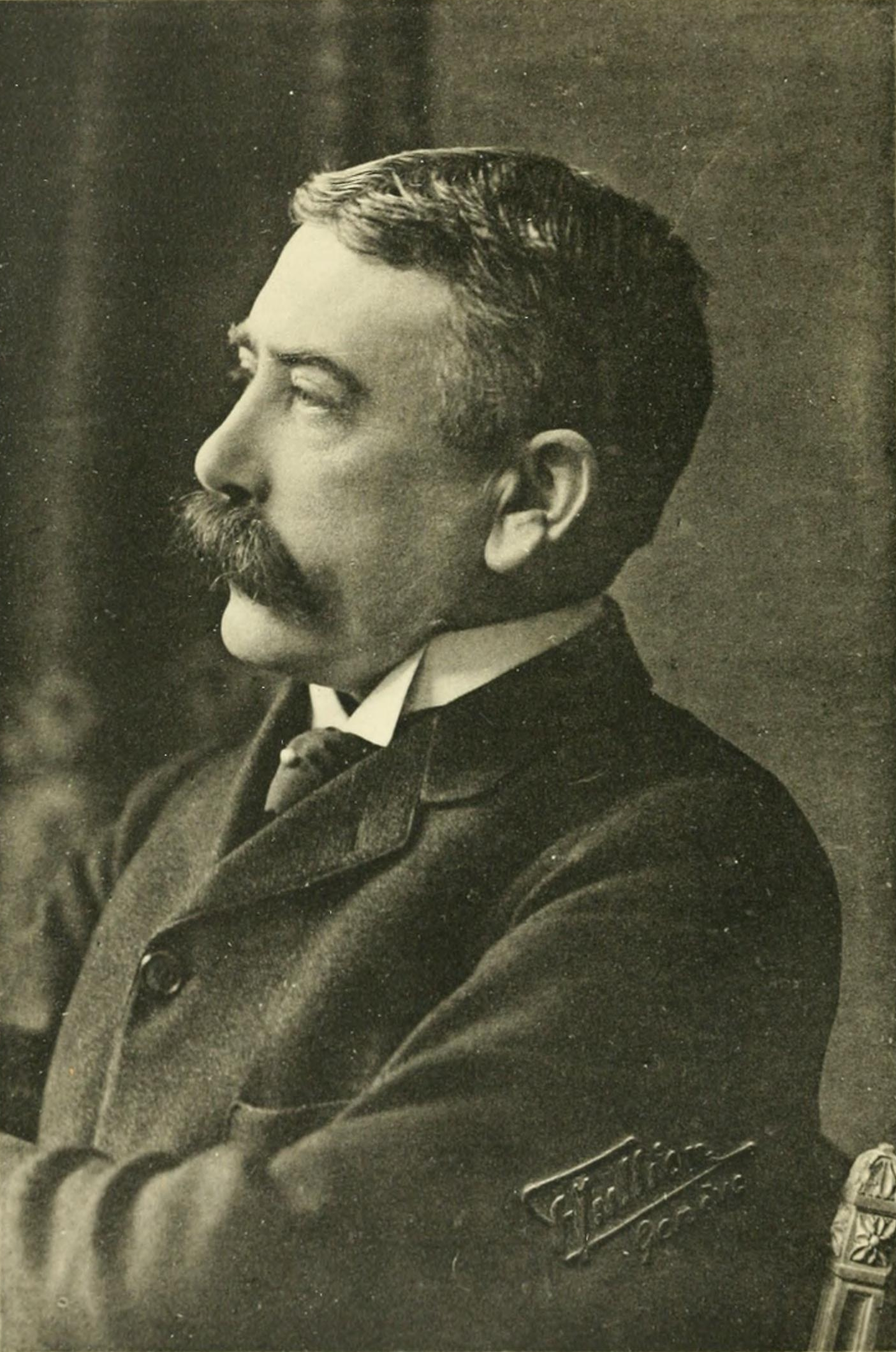
Ferdinand de Saussure

La intervención de Weber llegó en el momento adecuado cuando el marxismo, particularmente el marxismo vulgar, redujo las prácticas y creencias "no económicas", la superestructura, a una base determinada, el modo de producción. De manera similar, la filosofía especulativa impuso sus propias categorías metafísicas en diversas realidades concretas, haciendo así un caso particular ahistórico. Weber enfoca los métodos, materialista y puramente idealista, como "igualmente posibles, pero cada uno de ellos no sirve como preparación, sino como conclusión de una investigación". Para probar este punto, Weber demostró cómo la ética y la moral jugaron un papel importante en el surgimiento del capitalismo moderno. La ética de trabajo protestante, por ejemplo, funcionaba como un mecanismo sofisticado que alentaba a la población a "cuidarse a sí misma", que servía como una actividad social fundamental para el capitalismo burgués. Por supuesto, la ética del trabajo no fue el único elemento, la filosofía utilitaria contribuyó igualmente a formar una cultura de trabajo burocrática cuyos efectos secundarios son bien conocidos en el mundo moderno.
En respuesta al enfoque reduccionista del economismo o el marxismo vulgar, como también se conoce, Louis Althusser y Raymond Williams introdujeron una nueva comprensión al pensamiento marxista. Althusser y Williams introdujeron la política y la cultura como nuevos puntos de entrada junto con el modo de producción en la metodología marxista. Sin embargo, hay un fuerte contraste entre los argumentos de los estudiosos. Tomando a Williams como nuestro punto de discusión, los conceptos tales como ser, conciencia, clase, capital, trabajo, fuerza de trabajo, mercancía, economía, política, etc. no son categorías cerradas sino prácticas o praxis interactivas, atractivas y abiertas. Althusser, por otro lado, propone la "sobredeterminación" de múltiples fuerzas en lugar de una sola fuerza aislada o modos de producción. Sin embargo, argumenta que la economía es el "determinante en última instancia".

## Sistemas cerrados

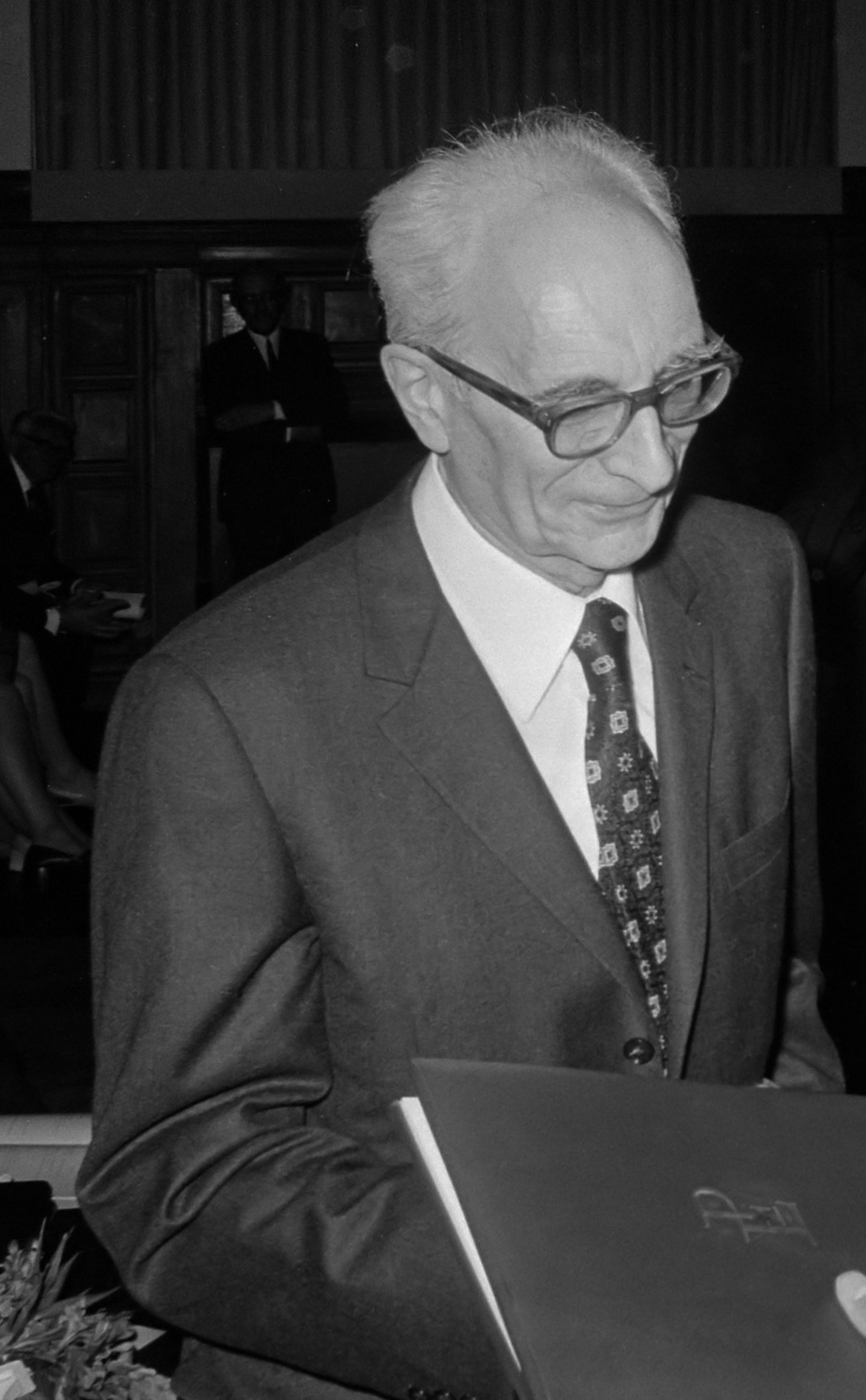
Claude Levi-Strauss

En antropología, el término "sistema" se usa ampliamente para describir los fenómenos socioculturales de una sociedad dada de una manera holística. Por ejemplo, sistema de parentesco, sistema matrimonial, sistema cultural, sistema religioso, sistema totémico, etc. Este enfoque sistémico de una sociedad muestra las inquietudes de los primeros antropólogos para captar la realidad sin reducir la complejidad de una comunidad determinada. En su búsqueda del patrón de subrayado de una realidad, "descubrieron" el sistema de parentesco como una estructura fundamental de los nativos. Sin embargo, sus sistemas son sistemas cerrados porque reducen la complejidad y la fluidez al imponer conceptos antropológicos como genealogía, parentesco, herencia, matrimonio.

### Relativismo cultural
Franz Boas fue el primer antropólogo en problematizar la noción de cultura. Desafiando la hegemonía moderna de la cultura, Boas introdujo la idea del relativismo cultural (entendiendo la cultura en su contexto). Basándose en su extenso trabajo de campo en el noroeste de los Estados Unidos y en la Columbia Británica, Boas analiza la cultura separada del entorno físico, la biología y los modelos evolutivos más importantes que representan a la civilización como una entidad progresiva que sigue el desarrollo cronológico. Además, las fronteras culturales, según Boas, no son barreras para entremezclarse y no deben considerarse un obstáculo para el multiculturalismo. De hecho, los límites deben considerarse "porosos y permeables" y "pluralizados". Su crítica sobre el concepto de raza y cultura modernas tuvo implicaciones políticas en la política racial de los Estados Unidos en los años veinte. En su capítulo, "El problema racial en la sociedad moderna", uno puede sentir el esfuerzo intelectual de Boas para separar lo natural de las ciencias sociales y establecer el espacio para soluciones políticas genuinas para las relaciones raciales.

### Funcionalismo estructural
A. R. Radcliffe-Brown desarrolla un enfoque funcionalista estructural en la antropología. Creía que la realidad concreta es "no cualquier tipo de entidad, sino un proceso, el proceso de la vida social". Radcliffe-Brown enfatiza el aprendizaje de la forma social, especialmente en un sistema de parentesco de las sociedades primitivas. La manera en que uno puede estudiar el patrón de vida es conceptualmente la delimitación de una relación determinada por una relación de parentesco o matrimonio, "y que nos puede en general una descripción analítica de ellos como los que constituyen un sistema." Los sistemas consisten en una estructura, que se refiere a "algún tipo de arreglo ordenado de partes o componentes." La variable interviniente entre los procesos y la estructura es una función. Los tres conceptos de proceso, la estructura y la función son "componentes de una única teoría como un esquema de interpretación de los sistemas sociales humanos." Lo que es más importante, la función "es la parte que desempeña la contribución que hace a la vida del organismo como un todo." Por lo tanto la funcionalidad de cada parte en el sistema trabaja en conjunto para mantener una armonía o coherencia interna.
El antropólogo británico, E. R. Leach, fue más allá del argumento instrumentalista del funcionalismo estructural de Radcliffe-Brown, que abordaba las normas sociales, el parentesco, etc. en términos funcionalistas más que como campos sociales o arenas de contestación. Según Leach, "el cuidadoso ordenamiento de la antigüedad del linaje oculta un elemento de competencia". De hecho, Leach era sensible a "la diferencia esencial entre la descripción ritual de las relaciones estructurales y la descripción científica del antropólogo". Por ejemplo, en su libro, Leach argumenta, "la pregunta de si una comunidad en particular es gumlao o gumsa o shan no es necesariamente comprobable en el ámbito de los hechos empíricos; es una pregunta, en parte al menos, de las actitudes e ideas de individuos particulares en un momento particular". Por lo tanto, Leach separó las categorías conceptuales de las realidades empíricas.

### Antropología estructural

Pierre Bourdieu 1969

El lingüista suizo Ferdinand de Saussure, en busca de descubrir leyes universales del lenguaje, formuló una ciencia lingüística general mediante la bifurcación del lenguaje dentro de la lengua, el sistema abstracto del lenguaje y la palabra, la expresión o el habla. Los fonemas, unidad fundamental del sonido, son la estructura básica de un lenguaje. La comunidad lingüística le da una dimensión social a una lengua. Además, los signos lingüísticos son arbitrarios y los cambios solo vienen con el tiempo y no por voluntad individual.
Basándose en la lingüística estructural, Claude Lévi-Strauss transforma el mundo en un texto y, por lo tanto, somete los fenómenos sociales a las leyes lingüísticas tal como lo formuló Saussure. Por ejemplo, los "sistemas primitivos" como el parentesco, la magia, las mitologías y los rituales se analizan bajo las dicotomías lingüísticas similares del sistema normativo abstracto (objetivo) y la expresión (subjetivo). La división no solo dividió las acciones sociales, sino que también las condicionó a las categorías de sistemas abstractos que están formados por estructuras profundas. Por ejemplo, Lévi-Strauss sugiere que "los fenómenos de parentesco son del mismo tipo que los fenómenos lingüísticos". Cuando Saussure descubrió los fonemas como las estructuras básicas del lenguaje, Lévi-Strauss identificó (1) la consanguinidad, (2) la afinidad y (3) la descendencia como las estructuras profundas del parentesco. Estos niveles "microsociológicos" sirven para "descubrir las leyes estructurales más generales".  Las estructuras profundas adquieren significados solo con respecto al sistema que constituyen. "Al igual que los fonemas, los términos de parentesco son elementos de significado; como los fonemas, adquieren un significado solo si están integrados en sistemas". Al igual que las distinciones de lenguaje de la lengua y la palabra, el sistema de parentesco consiste en (1) sistema de terminología (vocabulario ), a través de la cual se expresan las relaciones y (2) el sistema de actitudes (psicológicas o sociales) que funciona para la cohesión social.
Para elaborar la interdependencia dinámica entre sistemas de terminología y actitudes, Lévi-Strauss rechazó la idea de Radcliffe-Brown de que un sistema de actitudes es simplemente la manifestación de un sistema de terminología en el nivel afectivo. Se centró en el concepto de lo común como parte de un todo, que consiste en tres tipos de relación: consanguinidad, afinidad y descendencia. Por lo tanto, Lévi-Strauss identificó complejas relaciones avunculares, contrariamente al atomismo y etiquetas simplificadas de avunculado asociadas con el descenso matrilineal. Además, sugirió que los sistemas de parentesco "existen solo en la conciencia humana; es un sistema arbitrario de representaciones, no el desarrollo espontáneo de una situación real". El significado de un elemento (avunculado) existe solo en relación con una estructura de parentesco.
Lévi-Strauss elabora el significado y la estructura en su ensayo titulado "El hechicero y su magia". El hechicero, el paciente y el grupo, según Lévi-Strauss, forman un complejo de chamanes, lo que hace del consenso social un patrón subyacente para la comprensión. El trabajo de un hechicero es reintegrar las expresiones o sentimientos divergentes de los pacientes en "patrones presentes en la cultura del grupo. La asimilación de tales patrones es el único medio para objetivar estados subjetivos, formular sentimientos inexpresables e integrar experiencias inarticuladas en un sistema." Los tres ejemplos que menciona Lévi-Strauss se relacionan con la magia, una práctica alcanzada como un consenso social, por un grupo de personas que incluyen hechiceros y pacientes. Parece que la gente da sentido a ciertas actividades a través de creencias, creadas por consenso social, y no por la efectividad de las prácticas mágicas. La creencia de la comunidad en el consenso social determina los roles sociales y establece reglas y categorías para las actitudes. Quizás, en este ensayo, la magia es un sistema de terminología, una lengua, mientras que el comportamiento individual es un sistema de actitud. Las actitudes tienen sentido o adquieren sentido a través de la magia. Aquí, la magia es un lenguaje.

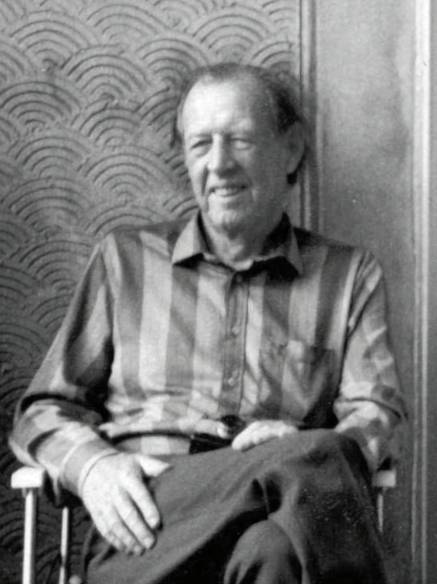
Raymond Williams

### Antropología interpretativa
Influido por la tradición hermenéutica, Clifford Geertz desarrolló una antropología interpretativa de la comprensión del significado de la sociedad. El enfoque hermenéutico permite a Geertz cerrar la distancia entre un etnógrafo y una cultura dada similar a la relación entre el lector y el texto. El lector lee un texto y genera su propio significado. En lugar de imponer conceptos para representar la realidad, los etnógrafos deben leer la cultura e interpretar las multiplicidades de significado expresadas u ocultas en la sociedad. En su influyente ensayo, Descripción ámplia: Hacia una teoría interpretativa de la cultura, Geertz sostiene que "el hombre es un animal suspendido en redes significativas que él mismo ha hilado".

### Teoría de la práctica
El sociólogo francés Pierre Bourdieu desafía la misma dualidad de la fenomenología (subjetiva) y el estructuralismo (objetivo) a través de su Teoría de la práctica. Esta idea desafía precisamente el enfoque reduccionista del economismo que coloca el interés simbólico en oposición a los intereses económicos. Del mismo modo, también rechaza la visión del mundo centrada en el sujeto. Bourdieu intenta cerrar esta brecha desarrollando el concepto de capital simbólico, por ejemplo, el prestigio, como fácilmente convertible en capital económico y, por lo tanto, para él es "la forma más valiosa de acumulación". Por lo tanto, tanto lo económico como lo simbólico trabajan juntos y deben estudiarse como una ciencia general de la economía de las prácticas.

## Teoría de sistemas: Gregory Bateson
El antropólogo británico, Gregory Bateson, es el más influyente y uno de los primeros fundadores de la teoría de sistemas en antropología. Desarrolló un enfoque interdisciplinario que incluía la teoría de la comunicación, la cibernética y la lógica matemática. En su colección de ensayos, La Unidad Sagrada, Bateson sostiene que existen "sistemas ecológicos, sistemas sociales y el organismo individual más el entorno con el que interactúa. Es en sí mismo un sistema en este sentido técnico". Al agregar un entorno con los sistemas, Bateson cierra la brecha entre las dualidades, como sujeto y objeto. "Jugando con las diferencias entre formalización y proceso, o cristalización y aleatoriedad, Bateson buscó trascender otros dualismos: mente versus naturaleza, organismo versus entorno, concepto versus contexto y sujeto versus objeto". Bateson estableció la regla general de la Teoría de sistemas. Dice al respecto:
   "La regla básica de la teoría de sistemas es que, si desea comprender algún fenómeno o apariencia, debe considerar ese fenómeno dentro del contexto de todos los circuitos completados que son relevantes para él. El énfasis está en el concepto del circuito de comunicación completo e implícito en la teoría es la expectativa de que todas las unidades que contienen circuitos completos mostrarán características mentales. La mente, en otras palabras, es inmanente en los circuitos. Estamos acostumbrados a pensar que la mente está contenida de alguna manera dentro de la piel de un organismo, pero el circuito no está contenido dentro de la piel."

### Influencias sobre el postestructuralismo.
El trabajo de Bateson influyó en los principales estudiosos postestructuralistas, especialmente Gilles Deleuze y Félix Guattari. De hecho, la palabra 'meseta' en Deleuze y el magnum opus de Guattari, A Thousand Plateaus, proviene del trabajo de Bateson sobre la cultura balinesa. Escribieron: "Gregory Bateson usa la palabra meseta para designar algo muy especial: una región de intensidad vibratoria continua, cuyo desarrollo evita cualquier orientación hacia un punto culminante o extremo externo". Bateson fue pionero en un enfoque interdisciplinario en antropología. Acuñó el término "ecología de la mente" para demostrar que lo que "pasa en la cabeza y en el comportamiento" está entrelazado y constituye una red. Guattari escribió:
   "Gregory Bateson ha demostrado claramente que lo que él llama "ecología de las ideas" no puede estar contenido dentro del dominio de la psicología del individuo, sino que se organiza en sistemas o "mentes", cuyos límites ya no coinciden con los individuos participantes."

### Vuelta posthumanista y escritura etnográfica.
En antropología, la tarea de representar un punto de vista nativo ha sido desafiante. La idea detrás de la escritura etnográfica es comprender la complejidad de la vida cotidiana de las personas sin socavar o reducir el acervo nativo. Históricamente, como se mencionó anteriormente, los etnógrafos insertan datos sin procesar, recopilados en el trabajo de campo, en la "máquina" de escritura. El resultado suelen ser las categorías ordenadas de etnicidad, identidad, clases, parentesco, genealogía, religión, cultura, violencia y muchas otras. Con el giro posthumanista, sin embargo, el arte de la escritura etnográfica ha sufrido serios desafíos. Los antropólogos ahora están pensando en experimentar con un nuevo estilo de escritura. Por ejemplo, escribir con nativos o en autoría múltiple.